# Aaron Assing
Aaron Assing, né le 11 avril 2004, est un joueur français de badminton, représentant La Réunion au niveau international.

## Carrière
Aaron Assing est médaillé de bronze en double hommes avec Xavier Chan Fung Ting aux Championnats d'Afrique 2023 à Johannesbourg.